# Israel Kamakawiwoʻole
Israel „Iz” Kamakawiwoʻole (ur. 20 maja 1959 w Honolulu, zm. 26 czerwca 1997 tamże) – hawajski muzyk.

## Życiorys
Urodził się i mieszkał na Hawajach. Stał się popularny dzięki wydanemu w 1993 albumowi Facing Future zawierającemu m.in. mieszankę utworów „Somewhere Over the Rainbow” i „What a Wonderful World”, która została użyta w wielu filmach (m.in. Joe Black, 50 pierwszych randek, Fred Claus, Australia, Hubble 3D, Listy do M., Szukając siebie) oraz serialach (m.in. Dowody zbrodni, Ostry dyżur On the Beach, Hoży doktorzy, Glee), a także programach telewizyjnych i reklamach.
Ważył 343 kg przy wzroście 188 cm. Z powodu swojego pogodnego usposobienia był często nazywany „Łagodnym Olbrzymem” (ang. „The Gentle Giant”). Ze względu na problemy zdrowotne wywołane skrajną otyłością był kilkakrotnie hospitalizowany. Zmarł w Centrum Medycznym w Queen’s w Honolulu pośrednio z powodu znacznej otyłości i związanych z nią chorób układu oddechowego. W dniu pogrzebu opuszczono flagę do połowy masztu, zaś trumnę z drzewa koa wystawiono na widok publiczny w budynku Kapitolu w Honolulu. Zaszczyt ten spotkał go jako jedyną osobę niebędącą urzędnikiem państwowym, a trzecią w ogóle. W ceremonii pożegnalnej uczestniczyło 10 tys. osób. Tysiące osób przybyły na ceremonię rozsypania jego prochów na Oceanie Spokojnym w Mākua Beach 12 lipca 1997.
Miał żonę Marlene i córkę Ceslianne.

## Dyskografia
- Ka ʻAnoʻi (1990)
- Facing Future (1993)
- E Ala E (1995)
- N Dis Life (1996)
- Iz in Concert: The Man and His Music (1998)
- Alone in Iz World (2001)
- Wonderful World (2007)
- Over the Rainbow (2011)